# Dolna Orjachovica
Dolna Orjachovica (bulharsky Долна Оряховица) je město ležící v severním Bulharsku v Předbalkánu. Nachází se 6 km od města Gorna Orjachovica, správního střediska stejnojmenné obštiny a žije v něm přibližně 2 700 obyvatel.

## Zeměpis
Město leží na levém břehu řeky Jantra v nadmořské výšce 80 m.

## Dějiny
Na místě dnešního města se nacházelo staré slovanské sídliště. První písemná zmínka o obci pochází z tureckého firmanu z roku 1538. Do osvobození šlo o velkou vesnici s 2 830 obyvateli (1880). Po zřízení železniční trati Sofie - Varna se mnoho zdejších obyvatel odstěhovalo do prudce se rozvíjející Gorné Orjachovici a Trnova. Obec byla prohlášena městem roku 1985.

## Obyvatelstvo
K 15. prosinci 2023 ve městě žilo 2 664 obyvatel a bylo zde trvale hlášeno 2 790 obyvatel. Níže uvedená tabulka ukazuje změnu počtu obyvatel města v období od roku 1934 do roku 2021:
| rok      | 1934  | 1946  | 1956  | 1965  | 1975  | 1985  | 1992  | 2001  | 2011  | 2021  |
| populace | 4 648 | 5 049 | 4 609 | 4 813 | 4 744 | 4 371 | 3 801 | 3 448 | 2 971 | 2 626 |

Podle sčítání 1. února 2011 bylo národnostní složení následující:
- Bulhaři: 2 624 (97.5 %)
- Romové: 36 (1.3 %)
- Turci: 11 (0.4 %)
- ostatní[p 2]: 20 (0.7 %)